# Orimarga (Orimarga) fuscicosta
Orimarga (Orimarga) fuscicosta is een tweevleugelige uit de familie steltmuggen (Limoniidae). De soort komt voor in het Oriëntaals gebied.